# Основна геолошка карта СФРЈ
Основна геолошка карта СФРЈ је графички приказ геолошке грађе Југославије на топографској основи. Израђена је за целу територију СФРЈ, у циљу утврђивања геолошке грађе државе, регионалне проспекције минералних сировина, стварања основе за израду специјалних геолошких карата и пројектовања радова и обраде проблема који се заснивају на резултатима геолошких истраживања.
Основна геолошка карта израђена је на топографској основи размере 1:25 000, по листовима гриничке поделе, и садржи све детаље који се могу приказати у датој размери. На основу података оригинала Основне геолошке карте израђује се прегледна геолошка карта у размери 1:100 000 по листовима гриничке поделе. Она не садржи све податке који постоје на карти 1:25 000, него су они редуковани сходно размери и намени карте. Материјал основне геолошке карте, који представља резултате и документацију регионалних геолошких истраживања за један лист размере 1:100 000, састоји се од 16 листова геолошке карте размере 1:25 000 са обавезним прилозима, и једног листа прегледне геолошке карте 1:100 000, затим од тумача и документације.
Основна геолошка карта садржи следеће елементе:
- површине распрострањења седиментних, магматских и метаморфних стена, рашчлањених по старости, саставу и склопу, и издвојених геолошком границом са назнаком карактера;
- структурне елементе;
- места појављивања, истраживања и експлоатисања минералних сировина;
- остале геолошки важне појаве (хидрогеолошке, инжењерскогеолошке и геоморфолошке).

## Израда Основне геолошке карте
Основна метода израде карте је геолошко картирање. Геолошко картирање представља систематско испитивање геолошке грађе терена, и састоји се од теренског рада, лабораторијске обраде материјала и израде карте са графичким прилозима и тумачем. Картирање обухвата припремни период, теренска испитивања, обраду материјала и података, и приказ резултата у облику карте и тумача са графичким прилозима.
Израда Основне геолошке карте планирана је дугорочно, и то тако да се сукцесивно картирају листови, почевши од једног или неколико центара у оквиру сваке геотектонске јединице, у складу са економским значајем области. Једновремено картирање листова који немају међусобну просторну везу, нити везу са већ обрађиваним подручјем, није било по правилима израде ОГК.

## Картирана јединица
Картирана јединица је стенска маса у којој даље нису вршена никаква издвајања, па се на карти означавају једном бојом, ознаком и симболом. Израда ОГК је пројектована тако да карта садржи што више картираних јединица, и да се издвоје сви елементи, који су по геолошки оправданим критеријумима могући. 
У седиментним стенама се картиране јединице издвајају по старости и саставу. Издвајање је вршено до најмањих стратиграфских и литолошких јединица, које се на карти могу издвојити. Картиране јединице у магматским стенама издвојене су на основу састава, петрографског склопа и старости, као и по секундарним променама. У метаморфним стенама су картиране јединице издвојене по саставу, склопу и старости. 
Картиране јединице се на геолошкој карти означавају симболима, бројевима и литолошким ознакама. Симболи су словно-бројчане ознаке, које код седимената показују старост, код магматита и метаморфита састав (а по могућности и старост), а код квартарних седимената генетски тип и старост. Боја код седимената означава старост, а код магматита и метаморфита састав. У оквиру картираних јединица приказаних једном бојом, старије седиментне јединице имају тамнију боју од млађих, док старије магматске јединице имају светлију боју од млађих. Литолошке ознаке приказују састав стена. Оне се употребљавају или као самосталне шрафуре, или као допуна боје.
Старост картираних јединица означава се на геолошкој карти следећим симболима и бојама:
Симболи за старост се, осим за седиментне, користе и у симболима магматских и метаморфних стена, ако им је старост позната. У том случају се симбол за старост ставља иза симбола за врсту стене. Код серија, у којима је старост појединих врста стена јасна из самог положаја у серији или комплекса, означавање старости није обавезно. 

## Картирање седиментних стена
Седиментне стене су на Основној геолошкој карти издвојене по старости и саставу, до најмањих стратиграфских и литолошких јединица које се на карти могу издвојити. При картирању седиментних стена одређена је старост, састав, палеонтолошке карактеристике и услови таложења, корелисане су са одговарајућим творевинама ближе или даље околине, измерен и испитан стуб и документовани сви ови подаци.
Старост седиментних стена одређена је у првом реду испитивањем и одређивањем фауне и флоре. Уколико стене нису садржале органске остатке, старост је испитана осталим методама корелације (седиментолошка корелација, уклопци стена познате старости, односи према магматским стенама познате старости).
Старост серије сматрана је потпуно доказаном ако су у њеним највишим и најнижим деловима нађене карактеристичне палеонтолошке асоцијације. Задовољавајућим палеонтолошким доказима старости сматране су карактеристичне асоцијације и проверени карактеристични фосили, нађени у серији, као и положај серије у континуираним седиментационом низу између две серије доказане старости.
Састав седиментних стена одређивана је седиментно-петрографском анализом, а по могућности и теренско-лабораторијским помоћним методама. Теренска одредба састава седиментних стена није се узимала као валидна документација састава. На геолошким картама, профилима и стубовима, састав седиментних стена означава се литолошким ознакама. Према потреби, ознаке се прилагођавају стварном изгледу стена, при чему се увек води рачуна о косој слојевитости и таласастој слојевитости, или се ознаке комбинују међу собом, нпр. код песковитих кречњака, глиновитог пешчара, доломитичног кречњака, итд.
За сваку серију седимената мерен је и израђиван најмање један прегледан стуб у оквиру сваког листа Основне геолошке карте. Уколико је површина на којој је откривена једна површина у потпуности или делимично покривена, стуб је израђиван само за оне делове серије који су били доступни површинском посматрању. Уколико неки лист захвата више геотектонских јединица, или више области са различитим развојем једне серије, стуб је израђиван за сваку јединицу појединачно.
Приликом картирања седиментних стена посебна пажња обраћана је на могућност њихове економске примене (грађевински и украсни камен) и на трагове постојања лежишта минералних сировина (каустобиолити, седиментна лежишта гвожђа и мангана, боксит, фосфати). 

### Картирање квартарних творевина
Квартарне творевине су на Основној геолошкој карти издвајане само ако покривају старије стене на већем простору, ако им је дебљина већа од 5 метара, или ако су од посебног значаја (за лежишта минералних сировина, ерозију, хидрогеологију). Чак и у случају да је дебљина квартарних седимената већа од 5 метара, али у исто време ови седименти покривају важне контакте или картиране јединице, у том случају је њихова појава приказивана само ознакама преко приказа преквартарних творевина. 
У просторима у којима квартарне творевине прекривају велике површине, на местима где је то могуће, израђиване су две верзије геолошке карте: откривена, која приказује геолошку грађу без квартарног покривача, и покривена, са квартарним покривачем.
У квартарним творевинама, картиране јединице су издвајане пре свега према генетеском типу, а по могућству и према старости. Старост квартарних јединица означена је симболом и то само у случајевима када је детаљно позната. 